# نيكولاس إيفانوف
نيكولاس إيفانوف (بالإنجليزية: Nicolas Ivanoff) (من مواليد 4 يوليو 1967 في أجاكسيو، كورسيكا) وهو طيار فرنسي ومدرب طيران شارك في سباقات ريد بول الجوية العالمية تحت رقم 7. ويطلق عليه لقب «كورسيكا السريع». أبرز ما قدمه في عام 2010 حتى الآن هو حضوره دورة "Headstart Aerospace" في جامعة ليفربول. يقدم نيكولاس العديد من التبرعات للجمعيات الخيرية ومنظمات الطيران.

## نتائج السباق

### بطولة ريد بول الجوية العالمية

#### 2004-2010
| نيكولاس إيفانوف في بطولة ريد بول الجوية العالمية | نيكولاس إيفانوف في بطولة ريد بول الجوية العالمية | نيكولاس إيفانوف في بطولة ريد بول الجوية العالمية | نيكولاس إيفانوف في بطولة ريد بول الجوية العالمية | نيكولاس إيفانوف في بطولة ريد بول الجوية العالمية | نيكولاس إيفانوف في بطولة ريد بول الجوية العالمية | نيكولاس إيفانوف في بطولة ريد بول الجوية العالمية | نيكولاس إيفانوف في بطولة ريد بول الجوية العالمية | نيكولاس إيفانوف في بطولة ريد بول الجوية العالمية | نيكولاس إيفانوف في بطولة ريد بول الجوية العالمية | نيكولاس إيفانوف في بطولة ريد بول الجوية العالمية | نيكولاس إيفانوف في بطولة ريد بول الجوية العالمية | نيكولاس إيفانوف في بطولة ريد بول الجوية العالمية | نيكولاس إيفانوف في بطولة ريد بول الجوية العالمية | نيكولاس إيفانوف في بطولة ريد بول الجوية العالمية | نيكولاس إيفانوف في بطولة ريد بول الجوية العالمية |
| السنة                                            | 1                                                | 2                                                | 3                                                | 4                                                | 5                                                | 6                                                | 7                                                | 8                                                | 9                                                | 10                                               | 11                                               | 12                                               | النقاط                                           | الفوز                                            | الترتيب                                          |
| ------------------------------------------------ | ------------------------------------------------ | ------------------------------------------------ | ------------------------------------------------ | ------------------------------------------------ | ------------------------------------------------ | ------------------------------------------------ | ------------------------------------------------ | ------------------------------------------------ | ------------------------------------------------ | ------------------------------------------------ | ------------------------------------------------ | ------------------------------------------------ | ------------------------------------------------ | ------------------------------------------------ | ------------------------------------------------ |
| 2004                                             | المملكة المتحدة                                  | المركز الخامس                                    | الولايات المتحدة                                 |                                                  |                                                  |                                                  |                                                  |                                                  |                                                  |                                                  |                                                  |                                                  | 2                                                | 0                                                | المركز الثامن                                    |
| 2005                                             | المركز الرابع                                    | المركز السادس                                    | المركز السادس                                    | المركز الثاني                                    | المركز السابع                                    | المركز السابع                                    | المركز السادس                                    |                                                  |                                                  |                                                  |                                                  |                                                  | 11                                               | 0                                                | المركز السابع                                    |
| 2006                                             | المركز الخامس                                    | المركز الخامس                                    | المركز التاسع                                    | روسيا                                            | المركز الخامس                                    | المركز السادس                                    | المركز التاسع                                    | المركز التاسع                                    | المركز التاسع                                    |                                                  |                                                  |                                                  | 7                                                | 0                                                | المركز السابع                                    |
| 2007                                             | المركز التاسع                                    | المركز الحادي عشر                                | المركز الثاني عشر                                | المركز الثالث عشر                                | إسبانيا                                          | المركز الثامن                                    | المركز التاسع                                    | المركز الثاني عشر                                | المركز السادس                                    | المركز السابع                                    | المكسيك                                          | المركز الأول                                     | 7                                                | 1                                                | المركز السابع                                    |
| 2008                                             | المركز التاسع                                    | المركز العاشر                                    | المركز السادس                                    | السويد                                           | المركز الحادي عشر                                | المركز الثاني                                    | المركز العاشر                                    | المركز التاسع                                    | إسبانيا                                          | المركز الخامس                                    |                                                  |                                                  | 19                                               | 0                                                | المركز التاسع                                    |
| 2009                                             | المركز الثالث                                    | المركز الأول                                     | المركز التاسع                                    | المركز الثامن                                    | المركز الثاني عشر                                | المركز السابع                                    |                                                  |                                                  |                                                  |                                                  |                                                  |                                                  | 33                                               | 1                                                | المركز الخامس                                    |
| 2010                                             | المركز التاسع                                    | المركز السادس                                    | المركز السادس                                    | المركز السابع                                    | المركز السادس                                    | المركز الخامس                                    | المجر                                            | البرتغال                                         |                                                  |                                                  |                                                  |                                                  | 33                                               | 0                                                | المركز السادس                                    |
|                                                  |                                                  |                                                  |                                                  |                                                  |                                                  |                                                  |                                                  |                                                  |                                                  |                                                  |                                                  |                                                  |                                                  |                                                  |                                                  |

#### - 2014
| السنة | 1              | 2                 | 3                  | 4                  | 5                  | 6                  | 7                | 8                  | النقاط | الفوز | الترتيب            |
| ----- | -------------- | ----------------- | ------------------ | ------------------ | ------------------ | ------------------ | ---------------- | ------------------ | ------ | ----- | ------------------ |
| 2014  | المركز الثامن ‏ | المركز الخامس ‏    | المركز الحادي عشر  | المركز السادس      | المركز الثالث      | المركز الأول       | المركز السادس    | المركز الأول       | 42     | 2     | المركز الرابع      |
| 2015  | المركز الثامن ‏ | المركز الرابع ‏    | المركز التاسع ‏     | المركز الرابع عشر ‏ | المركز الرابع ‏     | المركز التاسع ‏     | المركز السابع ‏   | المركز السابع ‏     | 15     | 0     | المركز التاسع      |
| 2016  | المركز الأول ‏  | المركز السابع ‏    | المركز الرابع عشر ‏ | المركز السابع ‏     | المركز السابع ‏     | المركز السابع ‏     | المركز السادس ‏   | الولايات المتحدة   | 35     | 1     | المركز الخامس      |
| 2017  | المركز الخامس ‏ | المركز السابع ‏    | المركز الثالث عشر ‏ | المركز السابع ‏     | المركز الحادي عشر ‏ | المركز الحادي عشر ‏ | المركز التاسع ‏   | المركز الثالث عشر ‏ | 16     | 0     | المركز الحادي عشر  |
| 2018  | المركز العاشر  | المركز الرابع عشر | المركز الثاني عشر  | المركز السابع      | روسيا              | النمسا             | الولايات المتحدة | الولايات المتحدة   | 5*     | 0*    | المركز الرابع عشر* |

## وصلات خارجية
- nicolasivanoff.com